# Paul Margueritte
Paul Margueritte (Laghouat, 1860 – Hossegor, 1918) è stato uno scrittore francese.

## Biografia
Inizialmente naturalista, si staccò dal movimento prendendo posizione contro Émile Zola nel 1887. Tra le sue opere si ricordano Pascal Gefossé (1887), La forza delle cose (1890), Casa Ospitale (Maison ouverte, 1980 pubblicata nel 1953 dall'Editore Giachini nella sua collana I romanzo della Fenice) e La tormenta (1893).
Nel 1896 lui e suo fratello Victor Margueritte iniziarono a scrivere il ciclo di romanzi storici (4 in totale) Un'epoca, la cui redazione si protrasse fino al 1908.
Margueritte fu inoltre autore della biografia di suo padre, il generale Jean Auguste Margueritte.
Fu nominato componente dell'Académie Goncourt (1900-1918).